# Sainte-Colombe-sur-Gand
Sainte-Colombe-sur-Gand é uma comuna francesa na região administrativa de Auvérnia-Ródano-Alpes, no departamento de Loire. Estende-se por uma área de 13,56 km². Em 2010 a comuna tinha 412 habitantes (densidade: 30,4 hab./km²).